# Macintosh 512K
O Macintosh 512K Personal Computer, o segundo de uma longa linha de computadores Apple Macintosh, foi o primeiro update ao original Macintosh 128K. Era virtualmente idêntico ao anterior Mac, divergindo na quantidade de memória integrada (RAM), que quadruplicou. Esse aumento valeu-lhe a alcunha de Fat Mac (Mac Gordo). A memória adicional era significativa porque utilizadores mais ambiciosos "esticaram" as capacidades do Mac original, apesar do limitado número de aplicações.

## Programas
O software MacPaint e MacWrite vinham juntamente com o Mac. Pouco depois deste modelo ser comercializado, várias outras aplicações ficaram disponíveis, incluindo MacDraw, MacProject, Macintosh Pascal, e outros. Em particular, Microsoft Excel, escrito especificamente para o Macintosh, que necessitava de um mínimo de 512KB de RAM.

## Características

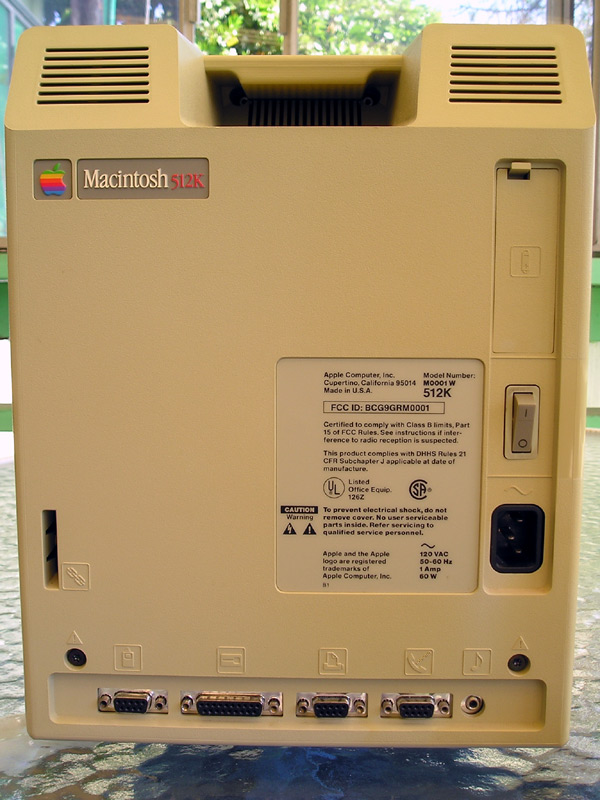
Mac 512K - painel de trás

- Introduzido em: 10 de Setembro de 1984
- CPU: Motorola 68000
- Velocidade da CPU: 8 MHz
- Sistema Operativo: Mac OS 1.0, 1.1, 2.0, 2.1, 3.0, 3.2,[1] 3.3, 3.4, 4.0, 4.1
- RAM: 512 KB
- Descontinuado em: 14 de Abril de 1986

### Processador e memória
Tal como o Macintosh 128K anterior, o 512K tinha um processador Motorola 68000 de 8 MHz conetado a 512 KB de DRAM por um bus de dados de 16-bits. Apesar da memória ter quadruplicado, não podia ser atualizada.

### Sistema
O 512K original apenas aceitava o software de sistema da Macintosh até a versão 4.1.